# Пеулешть (Сату-Маре)
Пеулешть, Пеулешті (рум. Păulești) — село у повіті Сату-Маре в Румунії. Адміністративний центр комуни Пеулешть.
Село розташоване на відстані 445 км на північний захід від Бухареста, 1 км на південний схід від Сату-Маре, 123 км на північний захід від Клуж-Напоки.

## Населення
За даними перепису населення 2002 року у селі проживали 849 осіб.
Національний склад населення села:
| Національність | Кількість осіб | Відсоток |
| -------------- | -------------- | -------- |
| румуни         | 538            | 63,4%    |
| угорці         | 302            | 35,6%    |
| німці          | 5              | 0,6%     |

Рідною мовою назвали:
| Мова      | Кількість осіб | Відсоток |
| --------- | -------------- | -------- |
| румунська | 536            | 63,1%    |
| угорська  | 311            | 36,6%    |